# سیاستروی
شهر سیاستروی (به روسی: Сясьстрой) در کشور روسیه و در اوبلاست لنینگراد واقع شده‌است.